# Кызылова
Кызылова — деревня в Каслинском районе Челябинской области России. Входит в состав Огневского сельского поселения.

## География
Находится на правом берегу реки Караболка, примерно в 54 км к востоку-северо-востоку (ENE) от районного центра, города Касли, на высоте 159 метров над уровнем моря.

## История
Кызылова была основана в первой половине XVIII века. Происхождение топонима связано с фамилией первого поселенца.

## Население
| 2002 | 2010 |
| ---- | ---- |
| 131  | ↘103 |

По данным Всероссийской переписи, в 2010 году численность населения деревни составляла 103 человек (54 мужчины и 49 женщин).

## Улицы
Уличная сеть деревни состоит из 2 улиц (ул. Береговая и ул. Солнечная).